# J. Bruce Ismay
Joseph Bruce Ismay (Liverpool, 1862. december 12. – London, 1937. október 17.) üzletember, a brit White Star Line hajótársaság igazgatója volt. Az ő fejében fogant a három Olympic-osztályú óceánjáró (Olympic, Titanic, Gigantic) megépítése 1906-ban.

## Élete
Apja, Thomas Ismay volt az Ismay, Imrie and Company (a későbbi White Star Line) vezetője. A fiatal Bruce Ismay az Elstree School-ban és a Harrowban végezte tanulmányait, majd egy évig Franciaországban képezte magát. Ezután az apja irodájában dolgozott négy évig, utána bejárta a világot. Pár évvel később New York-ban képviselte az Ismay, Imrie and Company céget.
1891-ben visszatért Angliába a családjával, és betársult apja cégébe. 1899-ben apja, Thomas Ismay meghalt, így Bruce Ismay lett a cég elnöke, és a cég nevét White Star Line-ra változtatta.

## Olympic-osztályú óceánjárók
Ezek a hajók voltak a legfontosabbak Bruce Ismay életében. Az Olympic, a Titanic és a Gigantic (később Britannic) mind az ő nevéhez fűződnek. A 3 hajót 1907-ben építtette Lord William James Pirrie, a Harland&Wolff elnöke és Joseph Bruce Ismay, a White Star Line elnöke. A cél az volt, hogy legyőzzék a Cunard Line Mauretania és Lusitania nevű hajóit. Ezekkel az óceánjárókkal akarta meghódítani az Atlanti-óceán északi részeit a White Star Line. A hajókat Thomas Andrews és Alexander Carlisle tervezte. Széles körben elterjedt az a feltételezés, hogy a Titanic katasztrófája nagy mértékben Ismay mohóságának a következménye volt, aki nem vette figyelembe az építő Harland and Wolff azon kritikáját, hogy kevés mentőcsónakot terveztek, mert a sok mentőcsónak által az utasok kényelmét látta veszélyeztetve. Ugyancsak ő volt az, aki a Titanic kapitányát, Smith kapitányt a jéghegyekről szóló figyelmeztetés ellenére arra utasította, hogy teljes gőzzel haladjon az eredeti útvonalon. Ismay a túlélők között volt. Saját elmondása szerint véletlenül került az egyik mentőcsónakba. A Titanic elsüllyedése után is a White Star társaság elnöke maradt, és még huszonöt évet élt. A kortársak közül sokan őt tartották felelősnek a hajó elsüllyedéséért, s egy Ismay nevű texasi város emiatt a nevét is megváltoztatta.

## Magánélet
Ismay amatőr labdarúgó volt, a Liverpool Ramblersben játszott. 1888. december 4-én összeházasodott Julia Florence Schieffelinnel. Öt gyermekük született, akik közül egy csecsemőkorában meghalt.